# Observatorul astronomic Fred Lawrence Whipple
Observatorul astronomic Fred Lawrence Whipple este un observator astronomic deținut și exploatat de Observatorul astrofizic al Smithsonian Institution (sau SAO), fiind cea mai mare facilitate aflată în afara bazei institutului din localitatea Cambridge, statul  Massachusetts.

## Descriere
Observatorul are două locații, ambele în apropiere de Amado, statul  Arizona, centrul de vizitare și observatorul propriu-zis. Aflat la 56 de km sud de centrul universitar Tucson, centrul de vizitare, care este și locația inferioară a observatorului, are un anumit număr de instrumente, găsindu-se la baza Muntelui Hopkins. Baza superioară, care are cele mai multe dintre instrumentele astronomice ale observatorului, se găsește pe pantele din jurul vârfului muntelui Hopkins. Muntele Hopkins, la cei 2.617 metri ai săi, este cel de-al doilea vârf ca înălțime a lanțului montan Santa Rita, care la rândul său face parte din grupul montan dispersat Madrean Sky Islands.
Activitățile de cercetare includ captare de imagini și studiul spectroscopic al corpurilor cerești precum planete, stele, nebuloase, galaxii și grupuri de galaxii, precum și astronomia radiației gamma, respectiv cea a radiației cosmice.

## Istoric
În anul 1966, au început lucrările de construcție a locației majore a observatorului, cea localizată la joasă altitudine, la baza muntelui Hopkins. Fondurile au fost furnizate de Smithsonian Institution, care este și entitatea posesoare a observatorului. Primul telescop terminat, realizat în 1968, a fost telescopul de 10 metri funcționând în domeniul radiației gamma, aflat la baza Mount Hopkins Observatory, primul nume al observatorului.
Cunoscut inițial sub numele de "The Mount Hopkins Observatory," observatorul a fost redenumit în 1981 pentru a-l onora pe Fred Lawrence Whipple, un cunoscut expert planetar, pionier al științelor spațiale și director emerit al SAO, care a demarat lucrările pentru realizarea observatorului din statul Arizona.

## Echipament

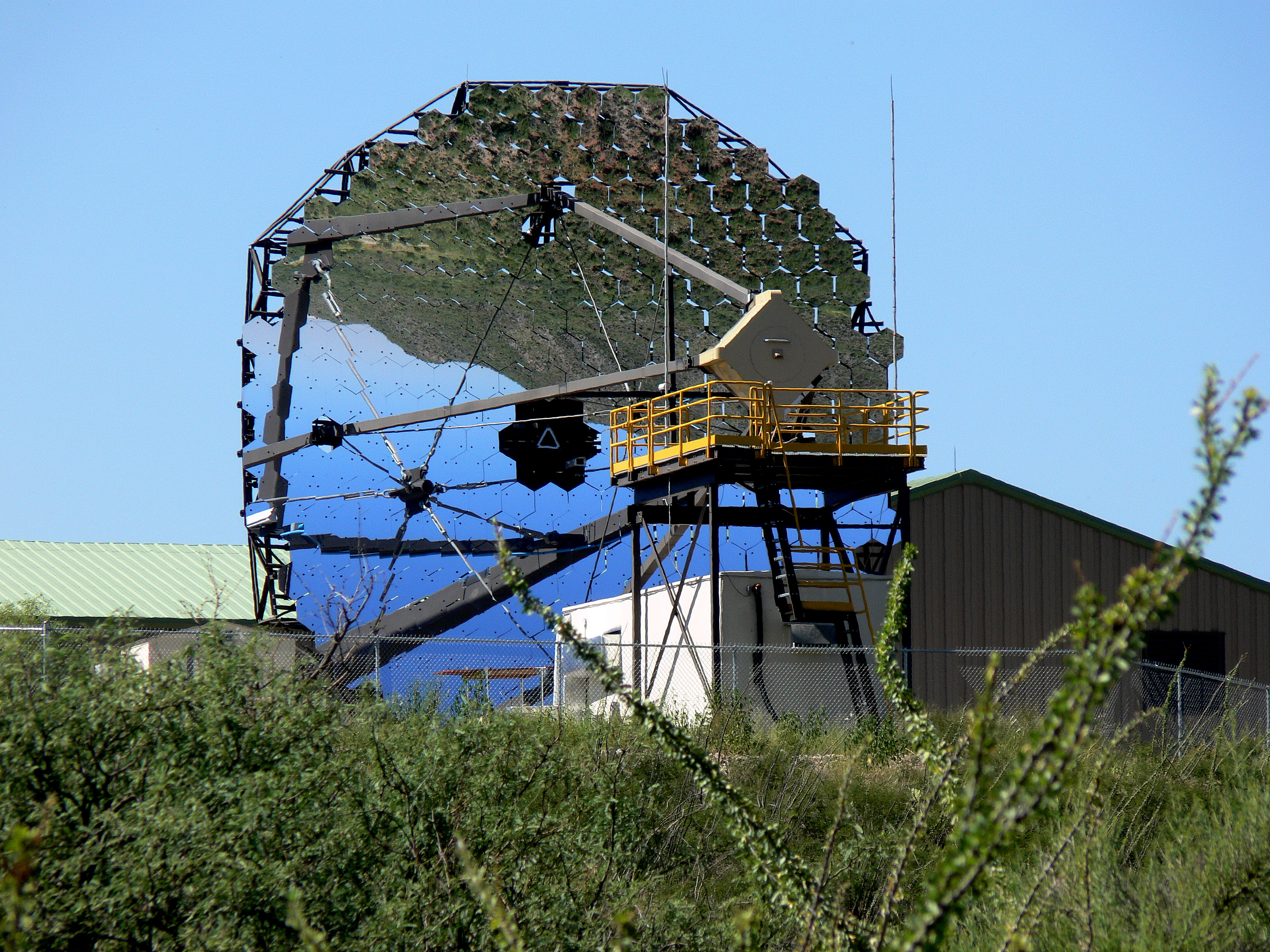
Oglinzile multiple ale unuia din detectorii VERITAS.

Observatorul Whipple găzduiește și observatorul astronomic MMT Observatory (MMTO), care este folosit în comun de către SAO și University of Arizona. Telescopul principal al MMTO are 6,5 metri diametru. Alături de acesta există și două reflectoare de 1,2 și 1,5 metri, respectiv un reflector de 1,3 metri numit PAIRITEL (Peters Automated IR Imaging Telescope, ex-2MASS ). La locația observatorului Whipple mai există și dispozitivul numit HATNet (Hungarian-made Automated Telescope), respectiv proiectul MEarth. 
Observatorul este cunoscut pentru activitatea sa de pionierat în cazul astronomiei din domeniul radiației gamma bazată pe tehnicii cunoscută sub numele de Imaging Atmospheric Cherenkov Technique (IACT), care fusese realizată cu ajutorul telescopului optic de 10 metri la începutul anilor 1980. Același Whipple 10-meter Telescope este supus actualmente unei revizii generale și unei recalibrării a oglinzii folosind o metodă ce fusese inițial concepută pentru telescopul VERITAS.
În aprilie 2007, sistemul telescopic VERITAS (un complex de 4 telescoape de tip IACT, fiecare constând din reflectaore multi-oglindă de 12 metri diametru) a pornit să opereze din plin. În septembrie 2009, după patru luni de efort conjugat, unul din cele patru telescoape a fost mutat la o nouă poziție. Astfel, cele patru telescoape au fost plasate simetric pentru a crește precizia și sensibilitatea sistemului.